# ラフンダー語
ラフンダー語（ラフンダーご、Lahnda）はインド語派に属する言語グループである。ラーンダー語、ラーンダ語とも呼ばれる。主にパキスタンのパンジャーブ州西部で話されている。一部はアフガニスタンやインドでも話される。ISO 639-3ではマクロランゲージとされている。

## 概要
ラフンダーという名前は、話者の自称ではなく、ジョージ・エイブラハム・グリアソンが『インド言語調査』において提唱したもので、それまでパンジャーブ語という名前で呼ばれていた言語のうち、西部の変種を別の言語としてこの名をつけた。「ラフンダー」とは、パンジャーブ語で「西」を意味する lɛ̃́da に由来する。
パンジャーブ語の方言とする説も強く、グリアソン自身もパンジャーブ語とラフンダー語の境界を引くことは不可能としている。
パキスタン独立以後、パンジャーブ語の地位を高めようとする東部のラホールを中心とする人々の動きに対抗して、南西部のサライキ語や北西部のヒンドコ語地域では、自らのことばを方言ではなく独立した言語として扱おうという運動が起きた。詳細はサライキ語を参照。

## 下位分類
- サライキ語 （ムルターンなど）- パキスタン:20,000,000人（2013年）、全世界:20,068,000人
- ヒンドコ語 （ペシャーワルなど）
  - 北部ヒンドコ語 - 1,880,000人（1981年）
  - 南部ヒンドコ語 - 625,000人（1981年）
- パハーリー・ポートワーリー語（ラーワルピンディーなど） - 2,500,000人（2007年）
- ケートラーニー語 - 4,000人
- ジャカティー語 - ウクライナ：不明

（話者人口はエスノローグ18版による）
ISO 639-3ではかつてミールプール・パンジャーブ語という言語を定義していたが、現在はパハーリー・ポートワーリー語に含められている。また、エスノローグは西パンジャーブ語をラフンダー語に含めているが、エスノローグの言う西パンジャーブ語とは、パンジャーブ地方西部の言語のことではなく、パンジャーブ語のうちパキスタンで話されている部分を指しているにすぎない。